# Lester L. Wolff

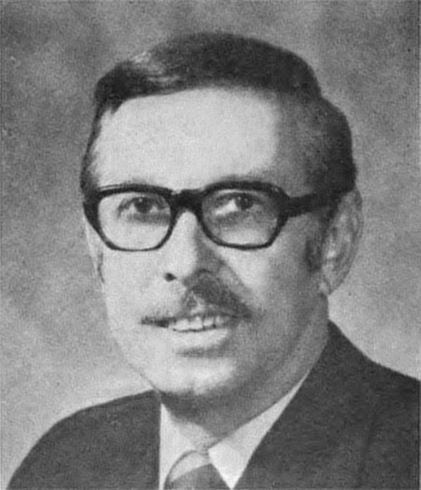
Lester L. Wolff (1975)

Lester Lionel Wolff (* 4. Januar 1919 in New York City; † 11. Mai 2021) war ein US-amerikanischer Politiker. Zwischen 1965 und 1981 vertrat er den Bundesstaat New York im US-Repräsentantenhaus.

## Werdegang
Lester Lionel Wolff wurde ungefähr zwei Monate nach dem Ende des Ersten Weltkrieges in New York City geboren. Er besuchte öffentliche Schulen. Zwischen 1939 und 1941 war er an der New York University als Dozent tätig, wo er zuvor studiert hatte. Nach dem Ende des Zweiten Weltkrieges war er zwischen 1945 und 1949 Leiter des Marketing-Fachbereichs am Collegiate Institute. Wolff diente zwischen 1945 und 1950 sowie zwischen 1968 und 1980 in der Civil Air Patrol. Er hatte zwischen 1950 und 1964 den Vorsitz im Board of Coordinated Marketing Agency. Dann war er in den Jahren 1963 und 1964 Mitglied im Board of Noramco (Dugan’s) sowie zwischen 1963 und 1968 von der Madison Life Insurance Co. Wolff verfolgte auch eine Fernsehlaufbahn. Er war zwischen 1948 und 1963 als Moderator und Produzent tätig. Er nahm 1962 an der US-Handelsdelegation in den Philippinen teil sowie 1963 an den in Malaysia und Hongkong. 1957 hatte er den Vorsitz über das Advisory Committee of the Subcommittee on Consumers Study des US-Repräsentantenhauses.
Politisch gehörte er der Demokratischen Partei an. Bei den Kongresswahlen des Jahres 1964 wurde er im dritten Wahlbezirk von New York in das US-Repräsentantenhaus in Washington, D.C. gewählt, wo er am 4. Januar 1965 die Nachfolge von Steven Derounian antrat. Er wurde dreimal in Folge wiedergewählt. Im Jahr 1972 kandidierte er im sechsten Wahlbezirk von New York für einen Kongresssitz. Nach einer erfolgreichen Wahl trat er am 4. Januar 1973 die Nachfolge von Seymour Halpern an. Er wurde drei Mal in Folge wiedergewählt. Bei seiner neunten Kandidatur im Jahr 1980 erlitt er eine Niederlage und schied nach dem 3. Januar 1981 aus dem Kongress aus. Als Kongressabgeordneter hatte er den Vorsitz über das Select Committee on Narcotics Abuse and Control (94. bis 96. Kongress).
Wolff hatte seit 1984 den Vorsitz über das Pacific Community Institute. Daneben war er als Fernsehkommentator tätig. Er lebte in Great Neck.